# 美國野戰炮兵進行曲
美國野戰炮兵進行曲（英語：U. S. Field Artillery）是一首由約翰·菲利普·蘇沙於1917年在紐約創作的進行曲。這首進行曲是他最廣爲人知的作品。

## 背景
該曲最初是由在美國軍隊中服役的英國人埃德蒙·格魯伯創作，並在一戰期間成爲美軍中多個團的團歌。1918年，62歲的蘇沙改編該曲，改編後的作品即美國野戰炮兵進行曲。隨後，H.W. Arberg讓其以「陸軍一起前進」這個名字成爲了美國陸軍的官方歌曲（軍歌）。

## 衍生作品
在電視動畫《少女與戰車》中，該曲曾經作爲桑德斯大學附屬高中隊登場的背景音樂出現。

## 外部連結
- 器樂演奏版